# Rokycany
Rokycany (niem. Rokitzan) – miasto w Czechach, w kraju pilzneńskim. Według danych z 2005 r. powierzchnia miasta wynosiła 3098 ha, a liczba jego mieszkańców  13 500 osób. 
W mieście rozwinął się przemysł samochodowy, drzewny, spożywczy oraz hutniczy.

## Toponimia
Nazwa miasta pochodzi od wyrazu rokytí oznaczającego niskie wierzby rosnące na łąkach. Pojawia się w wielu wariantach, m.in.: Rokycan, Rokezan, Rokycano, Rochesanae, Rokyczanum czy Rokitzan.

## Historia
Pierwsza weryfikowalna wzmianka o Rokycanach pochodzi z 1100 roku, miasto wymieniane jest jako osada i rezydencja biskupów praskich. W 1363 miejscowy kościół został siedzibą kapituły kanoników augustiańskich. Prawa miejskie miejscowość uzyskała w XIV wieku. W 1498 władający miastem ród Švamberków sprzedał miasto władcom Czech, a 21 kwietnia 1584 król Ferdynand I nadał mu godność miasta królewskiego. W 1599 miasto zamieszkiwały 162 rodziny oraz duchowny.
Miasto zostało mocno zniszczone podczas wojny trzydziestoletniej, lecz dzięki obecnym w mieście i okolicach hutom i kopalniom żelaza zniszczenia szybko naprawiono.
Rokycany zostały ponownie zniszczone w dwóch pożarach w 1757 oraz w pożarze w 1784, podczas którego spłonął również miejski kościół, ratusz oraz przedmieścia. W 1848 w mieście znajdowały się 332 domy zamieszkiwane łącznie przez 3292 mieszkańców. W 1850 zostało siedzibą powiatu. Na przełomie XIX i XX wieku mieszkało w nim już około 6000 osób. Podczas I wojny światowej zginęło 157 mieszkańców.
7 maja 1945 miasto zostało opanowane przez wojska Stanów Zjednoczonych, w tym samym roku w mieście zatrzymano Karla Hermanna Franka, sekretarza stanu Protektoratu Czech i Moraw. 10 maja 1945 miasto zajęła Armia Czerwona. 
Od lat 60. do 90. budowano osiedla wielkopłytowe, na ich potrzeby zburzono zabudowę przedmieść. 
W 2002 i 2006 miasto nawiedziły powodzie, w pierwszej z nich straty wyceniono na 33 854 000 koron.

## Zabytki
10 września 1992 historyczne centrum miasta zostało w całości wpisane do katalogu zabytków. Prócz tego do katalogu wpisane są 42 obiekty, m.in:
- ratusz,
- kościół farny pw. Marii Panny Śnieżnej,
- dawny kościół cmentarny, ob. cerkiew Najświętszej Trójcy,
- kolumna maryjna,
- fortyfikacje miejskie,
- secesyjna willa przy Jiráskova ulice 286.

## Demografia
| Rok             | 1970   | 1980   | 1991   | 2001   | 2003   |
| --------------- | ------ | ------ | ------ | ------ | ------ |
| Liczba ludności | 12 585 | 13 555 | 14 731 | 14 305 | 13 826 |

Źródło: Czeski Urząd Statystyczny

## Urodzeni w mieście
- Jan Rokycana – teolog husycki, arcybiskup,
- Jaroslav Špaček – hokeista.

## Miasta partnerskie
| Państwo | Nazwa miasta | Partnerstwo od   |
| ------- | ------------ | ---------------- |
| Niemcy  | Pfinztal     | 13 marca 1998    |
| Niemcy  | Greiz        | 19 września 1998 |

Źródło:

## Galeria

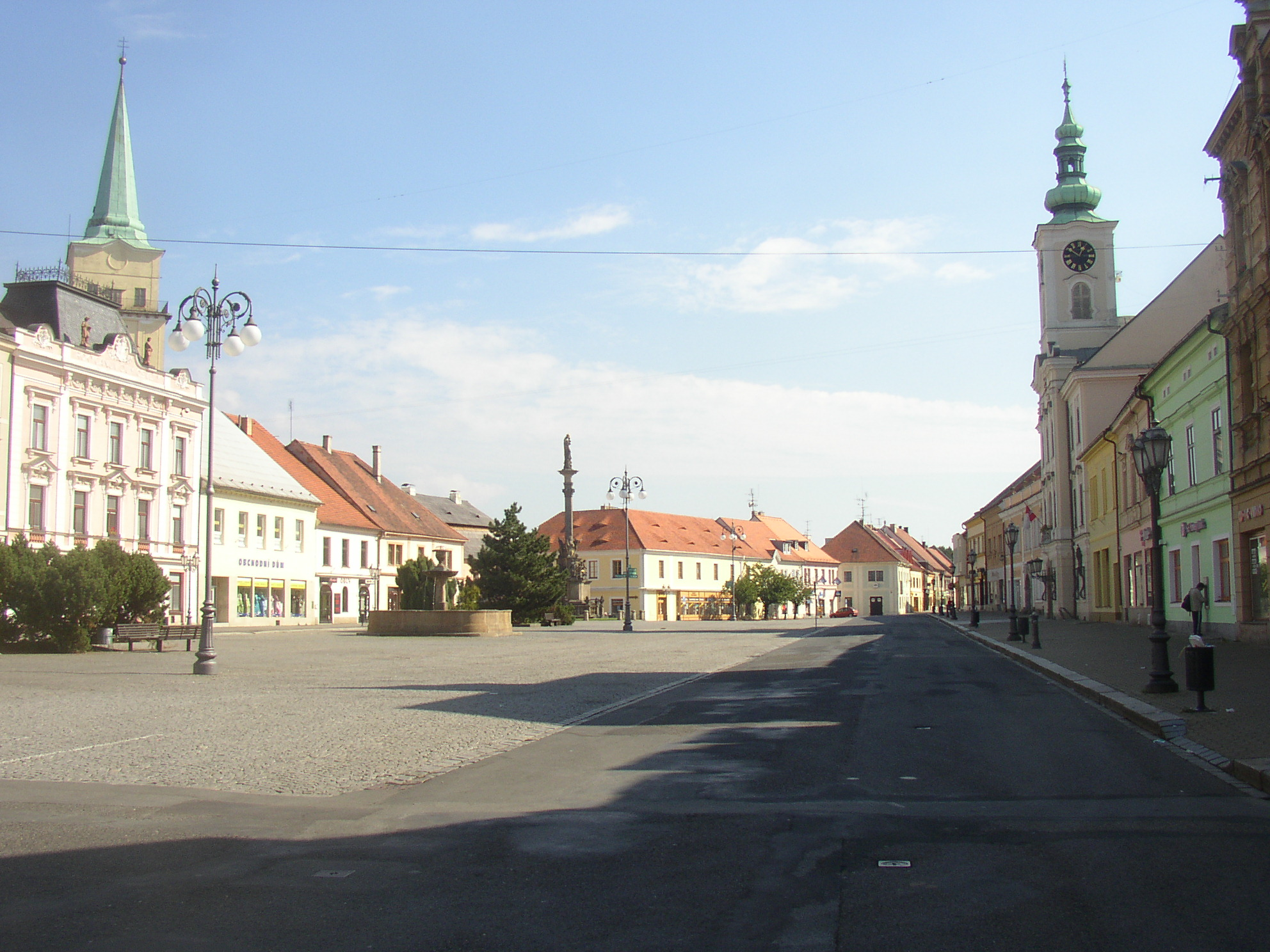
Masarykovo náměstí, 2004
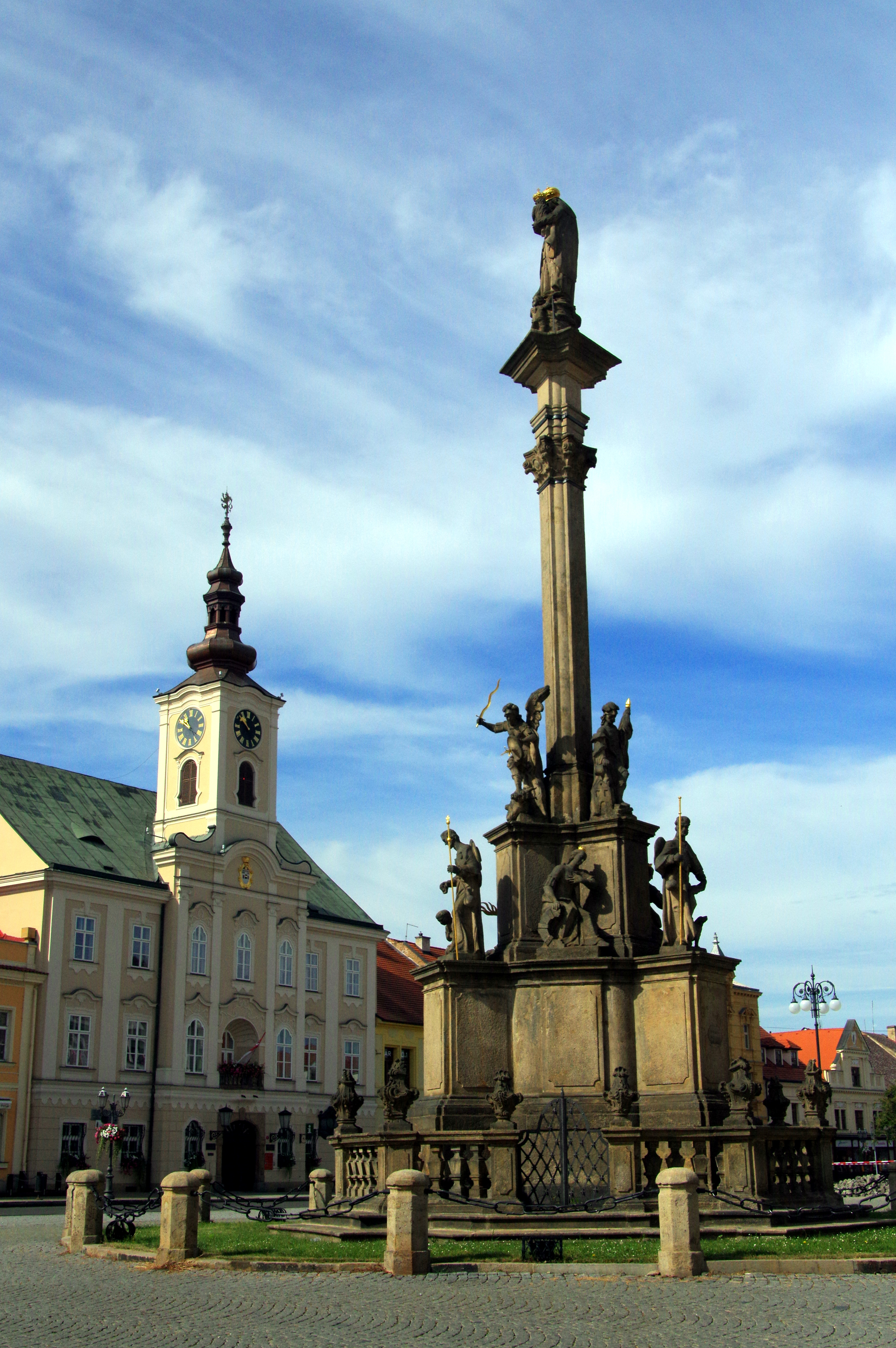
Kolumna maryjna i ratusz
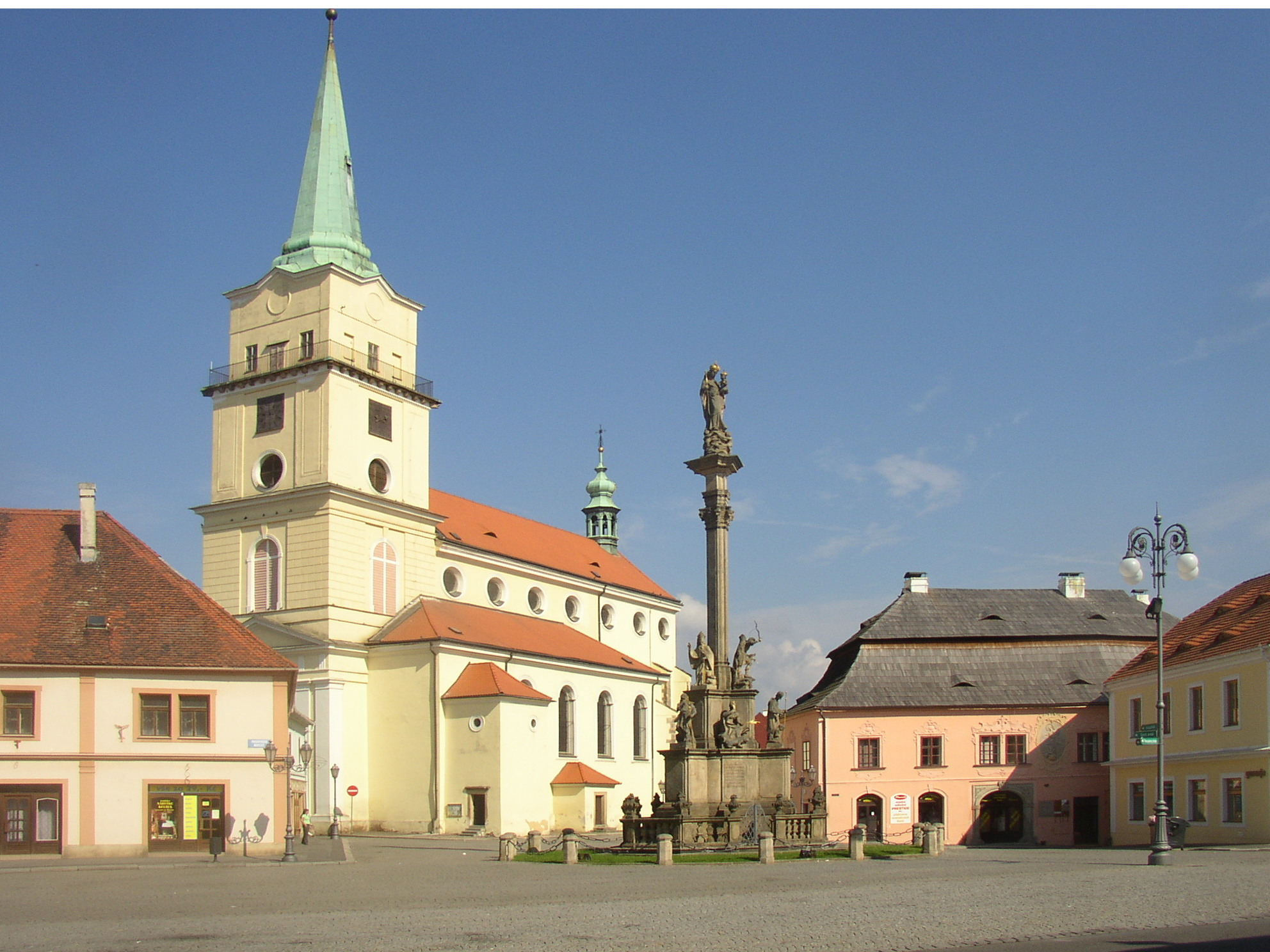
Kościół Marii Panny Śnieżnej
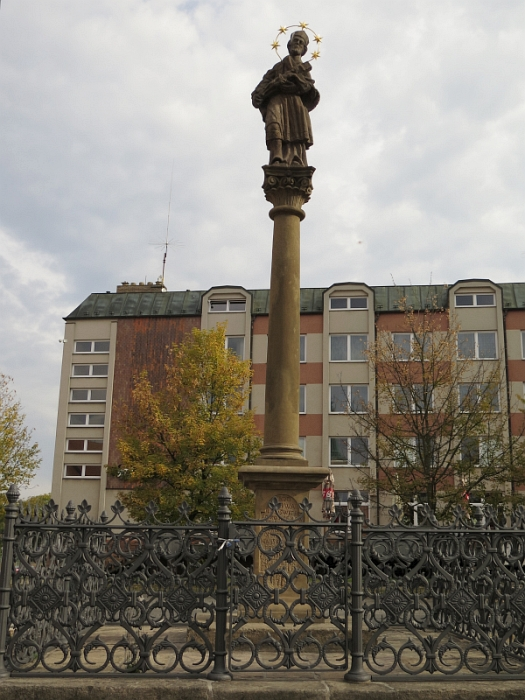
Kolumna św. Jana Nepomucena
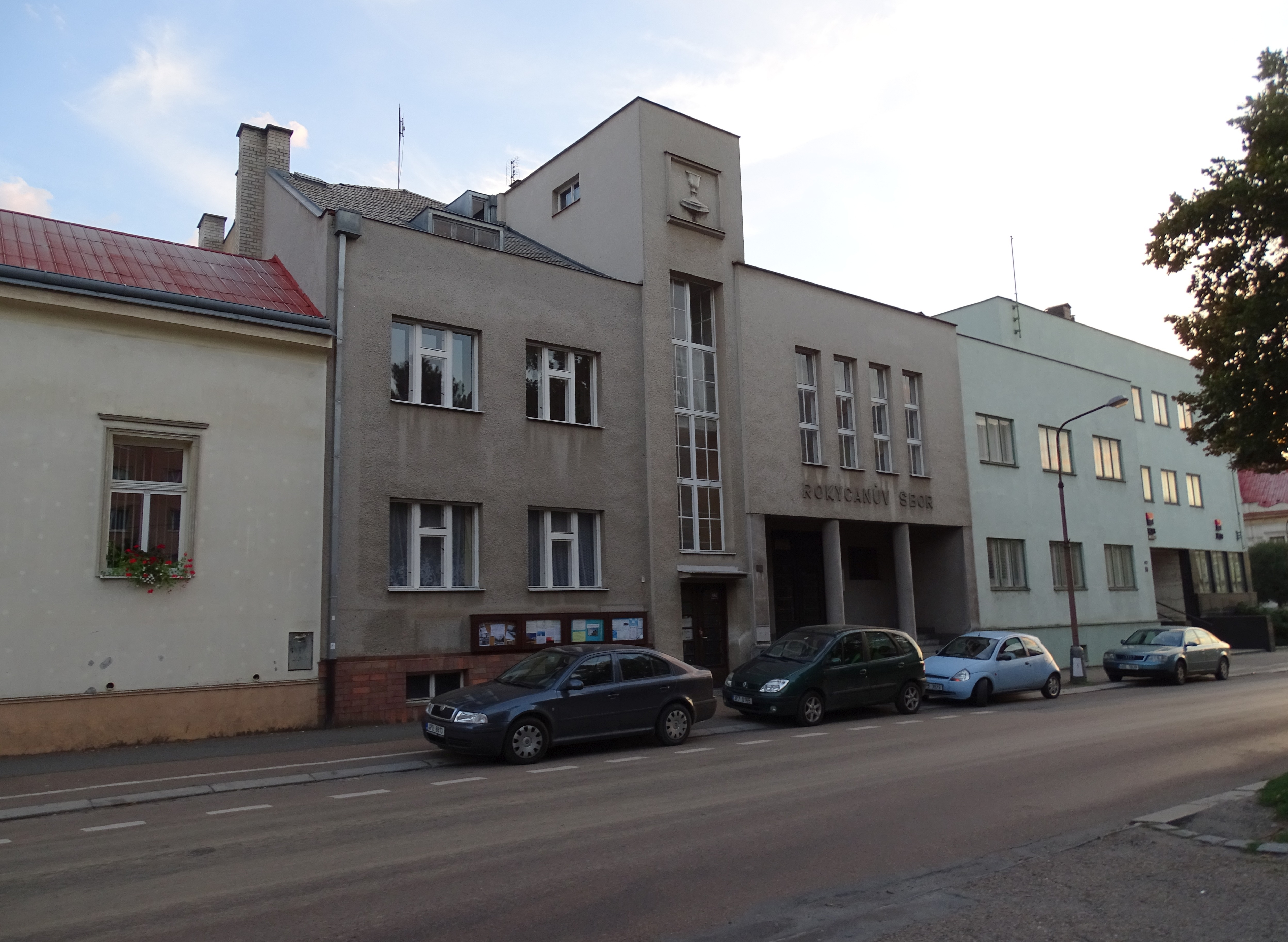
Zbór Braci Czeskich